# Salvianus av Marseille
Salvianus av Marseille, eller Salvian, född möjligen i Köln mellan 400 och 405, var en asket och presbyter i Marseille under 400-talet. 
Gennadius av Marseille samlade hans skrifter, av vilka två är bevarade: Ad ecclesiam (av Gennadius kallad Adversus avaritiam) och De gubernatione dei. 
Salvianus familj tillhörde den romerska aristokratin, och var sannolikt kristen. Av hans verk, till dessas innehåll och språk, framgår att han besatt en för tiden anmärkningsvärd kunskap i juridik. Hans fru Palladia var hedning, och de fick åtminstone ett barn, dottern Auspiciola. De levde i Trier, men sedan flyttade åtminstone Salvianus till Îles des Lérins där han bosatte sig i ett kloster. I klostret lärde han känna Honoratus, Hilarius av Arles och Eucherius; Salvius fick delat ansvar för undervisningen av den senares söner när denne blev biskop av Lyon. En av dessa söner var Salonius, senare biskop liksom fadern, som Salvianus dedicerade De gubernatione dei till, och åtminstone ett annat verk, som gått förlorat. Under sina sista år var Salvianus bosatt i Marseille, men det är osäkert när han begav sig dit.